# Gunungapi Wetar
Gunungapi Wetar è un'isola vulcanica isolata, situata a nord dell'Isola Wetar nel Mar di Banda, Indonesia. Lo stratovulcano si eleva solo 282 metri sopra il livello del mare, ma la sua altezza totale dal fondo dell'oceano supera i 5000 metri. Le eruzioni esplosive del 1512 e 1699 sono le uniche attività note del vulcano in tempi recenti.